# Lycaena albicans
Lycaena albicans är en fjärilsart som beskrevs av Fuchs 1889. Lycaena albicans ingår i släktet Lycaena och familjen juvelvingar. Inga underarter finns listade i Catalogue of Life.